# Нидем, Фрэнсис, 3-й граф Килмори
Фрэнсис Чарльз Нидэм, 3-й граф Килмори (англ. Francis Charles Needham, 3rd Earl of Kilmorey; 2 августа 1842 — 28 июля 1915) — англо-ирландский пэр и консервативный политик. Он носил титул учтивости — виконт Ньюри с 1851 по 1880 год.

## Происхождение и образование
Родился 2 августа 1842 года. Старший сын Фрэнсиса Нидэма, виконта Ньюри (1815—1851), старшего сына Фрэнсиса Нидэма, 2-го графа Килмори (1787—1880). Его матерью была Энн Амелия Колвилл (? — 1900), дочь генерала сэра Чарльза Колвилла. Он учился в Итонском колледже и в колледже Крайст-Черч в Оксфорде, в 1867 году получил степень магистра искусств.

## Политическая карьера
В 1874 году он служил верховным шерифом Дауна, а затем заседал в Палате общин Великобритании от Ньюри с 1871 по 1874 год.
20 июня 1880 года после смерти своего деда Фрэнсис Нидэм унаследовал титулы 3-го графа Килмори, 3-го виконта Ньюри и Морна и 14-го виконта Килмори. Но так как это было ирландское пэрство, он не получил право на автоматическое место в Палате лордов. Однако в 1881 году лорд Килмори был избран ирландским пэром-представителем и заседал в Палате лордов Великобритании до своей смерти в 1915 году. В 1890 году он был награжден Орденом Святого Патрика.
Мировой судья графства Шропшир, заместитель лейтенанта графства Шропшир, заместитель лейтенанта графства Арма и заместитель лейтенанта графства Даун.

## Военная карьера
Как виконт Ньюри, он был назначен корнетом в йоменскую кавалерию Северного Шропшира в 1865 году , получил чин капитана в 1871 году, до того, как кавалерия была объединена в единый полк йоменов Шропшира. Он продолжил службу в последнем, получив чин майора в 1883 году и став подполковником и командиром полком в 1889 году. Он вышел в отставку в 1896 году в чине почётного полковника.
После восшествия на престол короля Эдуарда VII в 1901 году лорд Килмори был назначен адъютантом монарха для службы в королевском йоменском отряде. Он также получил чин полковника Йоменского отряда.

## Личная жизнь
23 июня 1881 года лорд Килмори женился на Эллен Констанс Бэлдок (? — 2 апреля 1920), дочери Эдварда Холмса Бэлдока. Она была известной красавицей, которая вызвала скандал, получив по завещанию «Текские изумруды» среди других драгоценностей от своего возлюбленного, принца Франца Текского, брата королевы Марии. По общему мнению, она также имела связь с Эдуардом VII, частым гостем поместья Килмори в Морн-Парке, графство Даун. У лорда и леди Килмори было трое детей:
- Фрэнсис Чарльз Адельберт Генри Нидэм, 4-й граф Килмори (26 ноября 1883 — 11 января 1961), старший сын и преемник отца.
- Майор достопочтенный Фрэнсис Эдвард Нидэм (6 марта 1886 — 24 октября 1955)
- Леди Синтия Альмина Констанс Мэри Нидэм (7 ноября 1889 — 12 января 1947).

Лорд Килмори скончался в июле 1915 года в возрасте 72 лет от плеврита и пневмонии в Мейфэр на Олдфорд-стрит, 5. Он был похоронен в Килкиле, графство Даун. Ему наследовал его титулы его старший сын Фрэнсис.